# Biserica Nașterea Maicii Domnului din Cluj-Napoca
Biserica Nașterea Maicii Domnului din Cluj-Napoca este un monument istoric aflat în cartierul Someșeni al municipilui Cluj-Napoca, județul Cluj. În Repertoriul Arheologic Național, monumentul apare cu codul 54984.27.

## Istoric și trăsături
A înlocuit un lăcaș de cult din lemn și a fost prima biserică ortodoxă din piatră construită pe teritoriul actual al orașului. Construcția bisericii a fost finanțată de comercianții macedo-români și comunitatea locală din Someșeni. Lucrările de renovare din 1968 și 2005 au modificat aspectul inițial al lăcașului de cult.

## Imagini din exterior

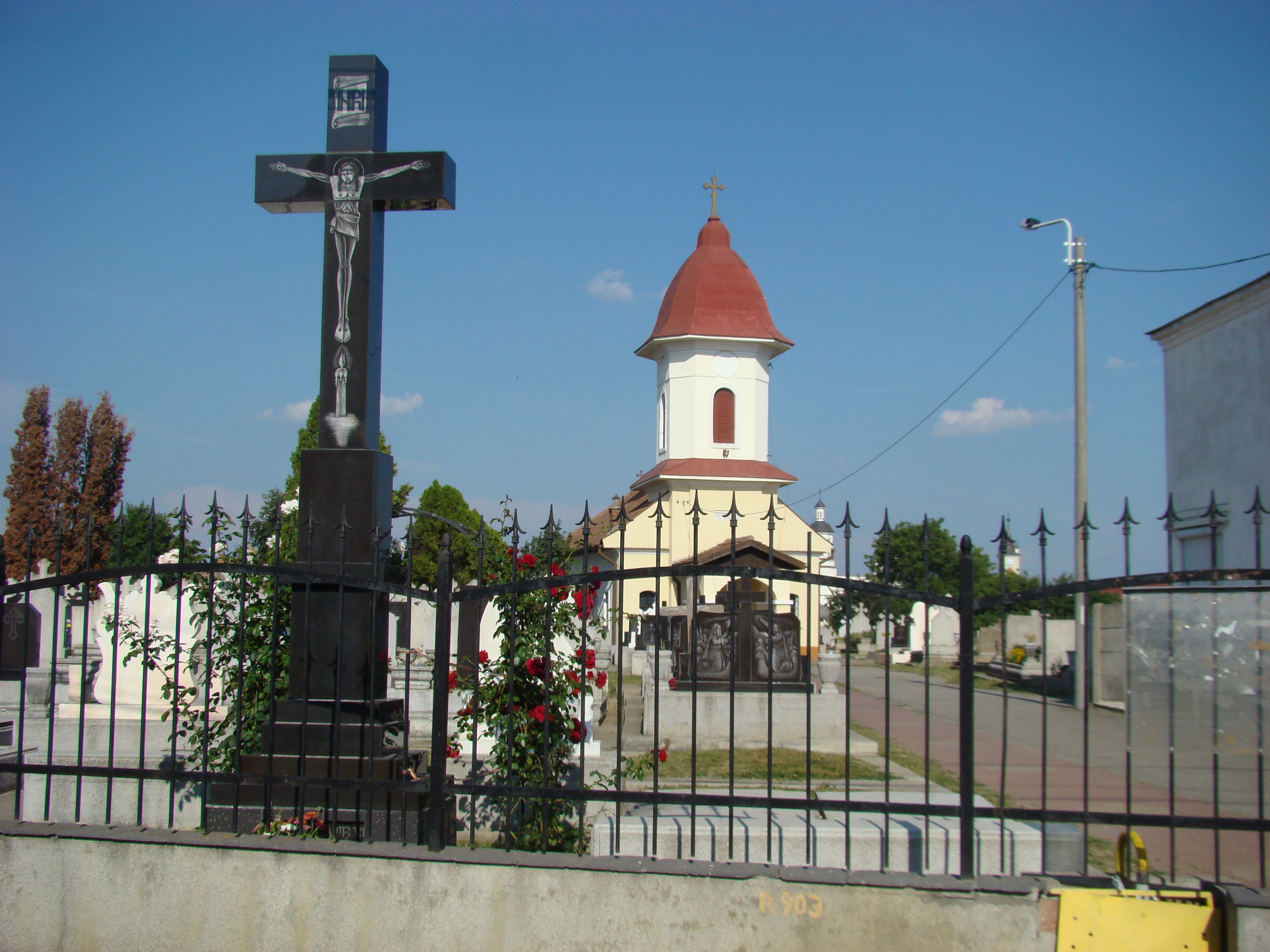
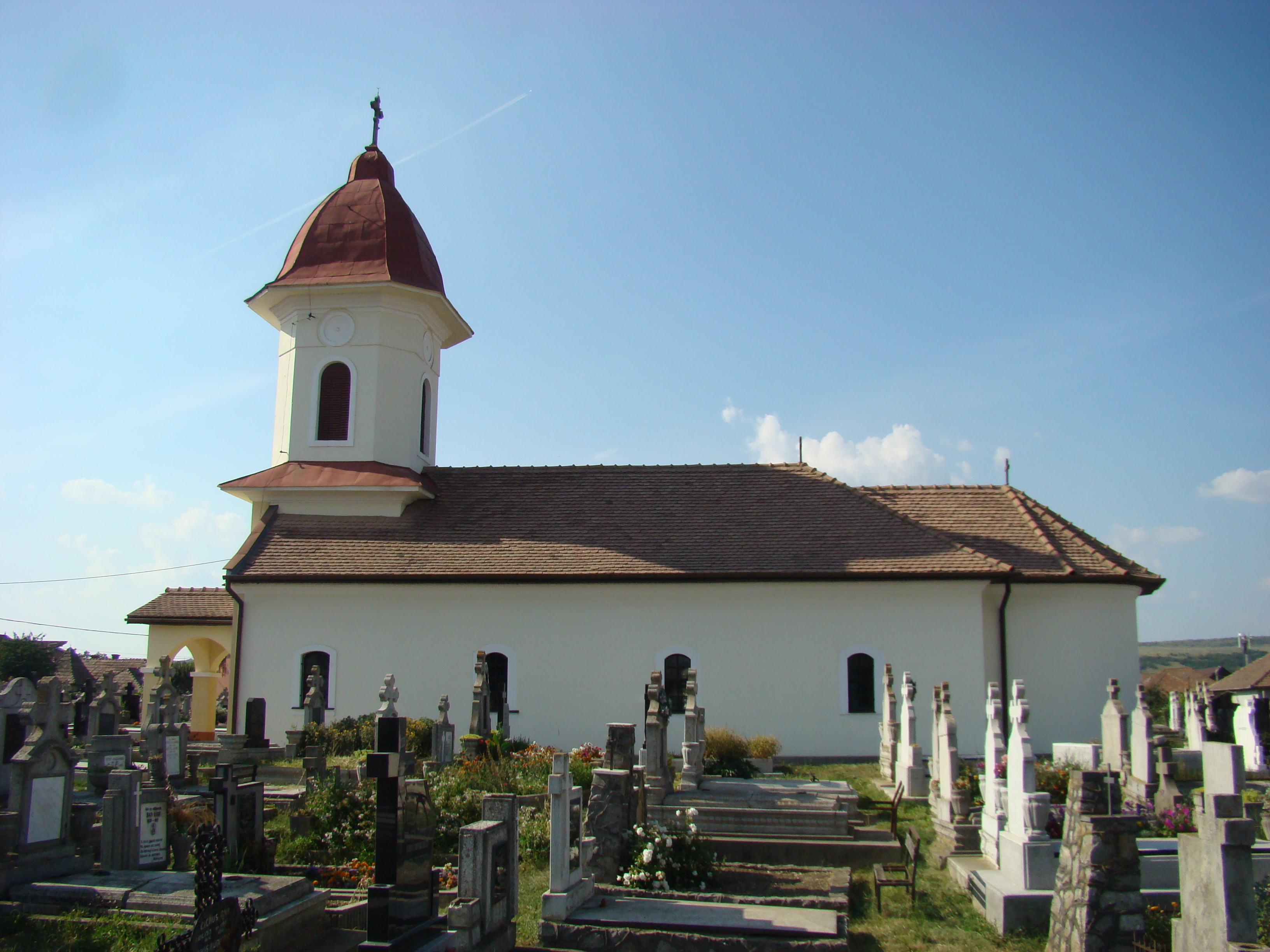
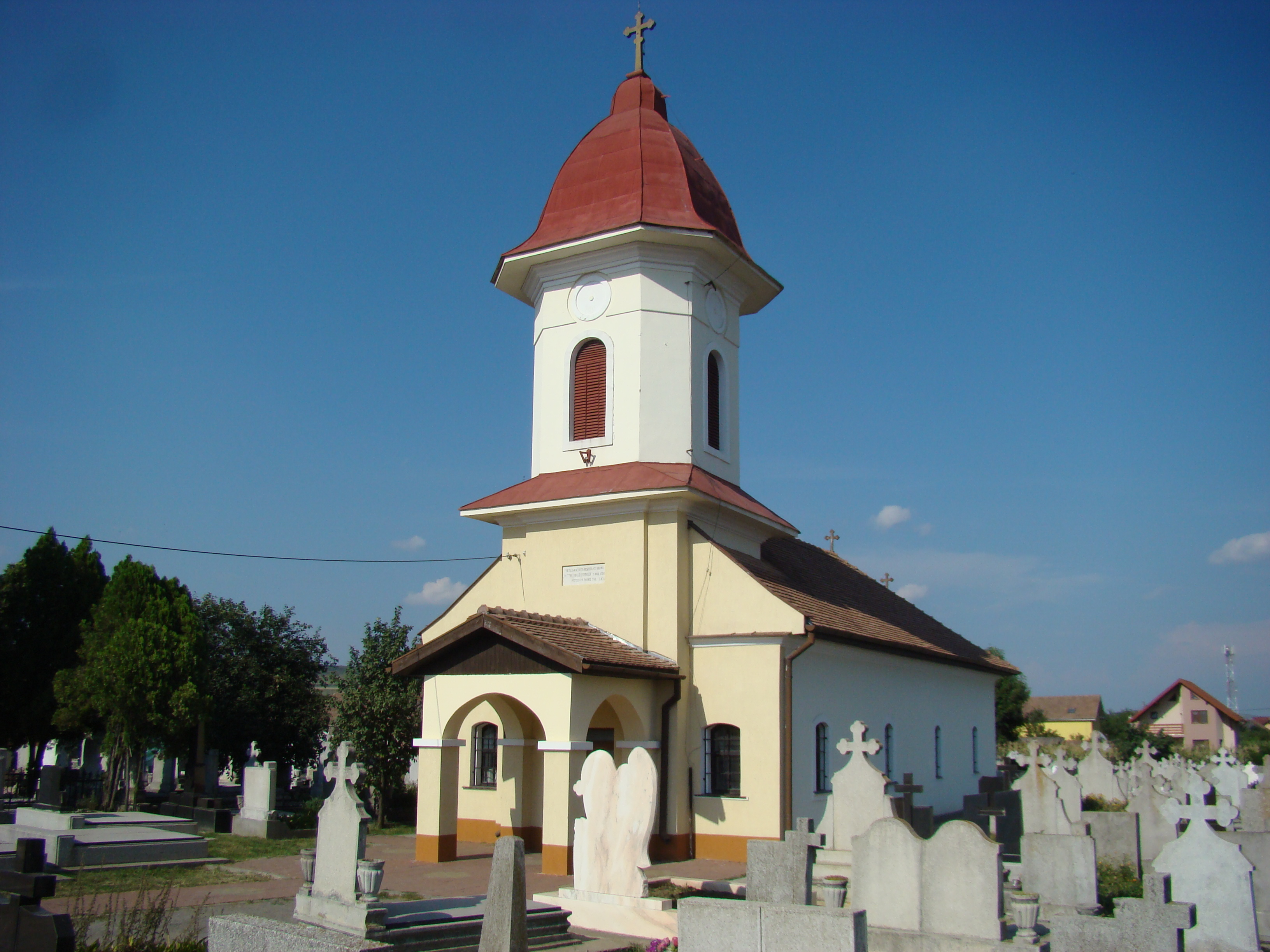
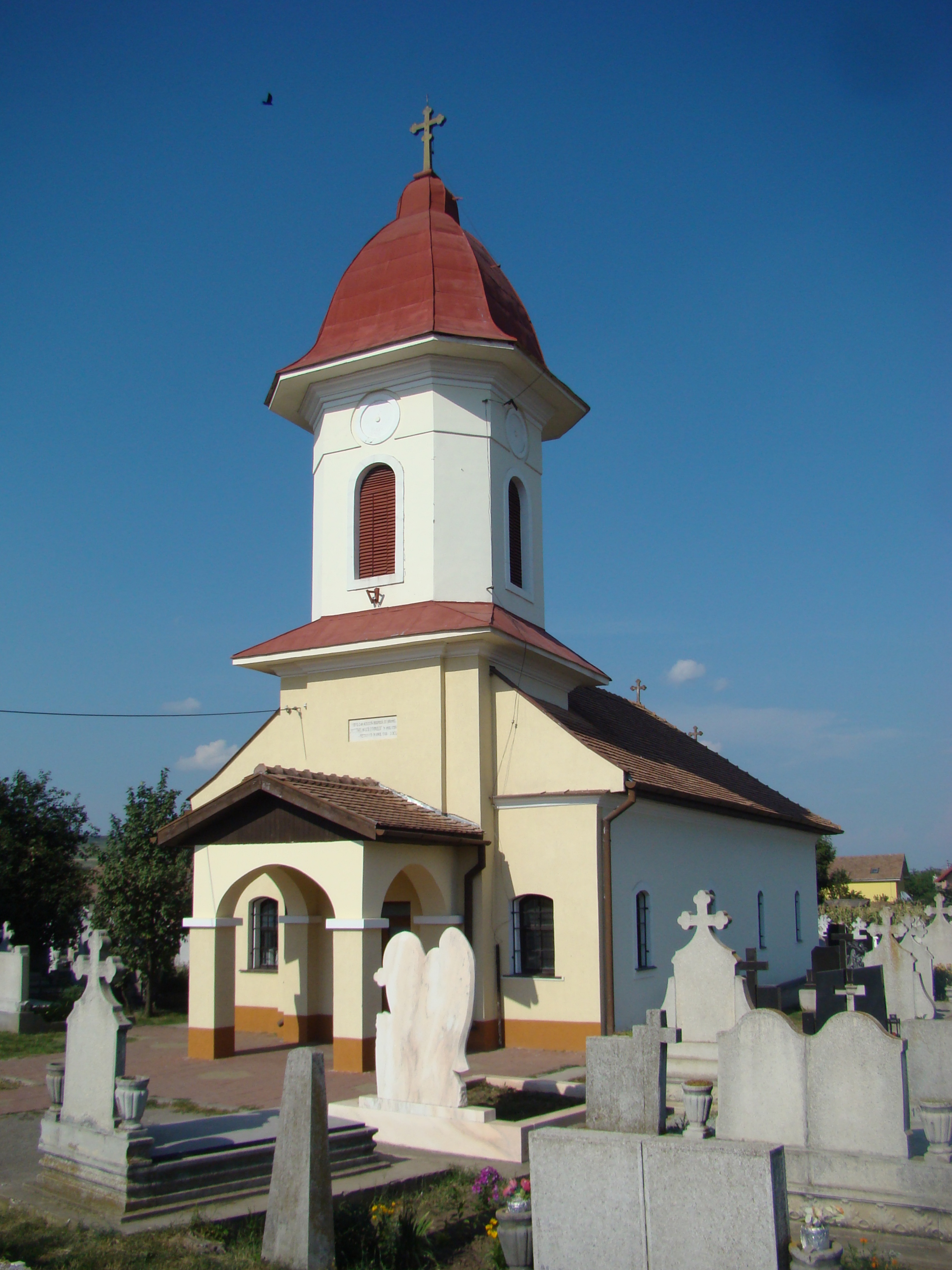
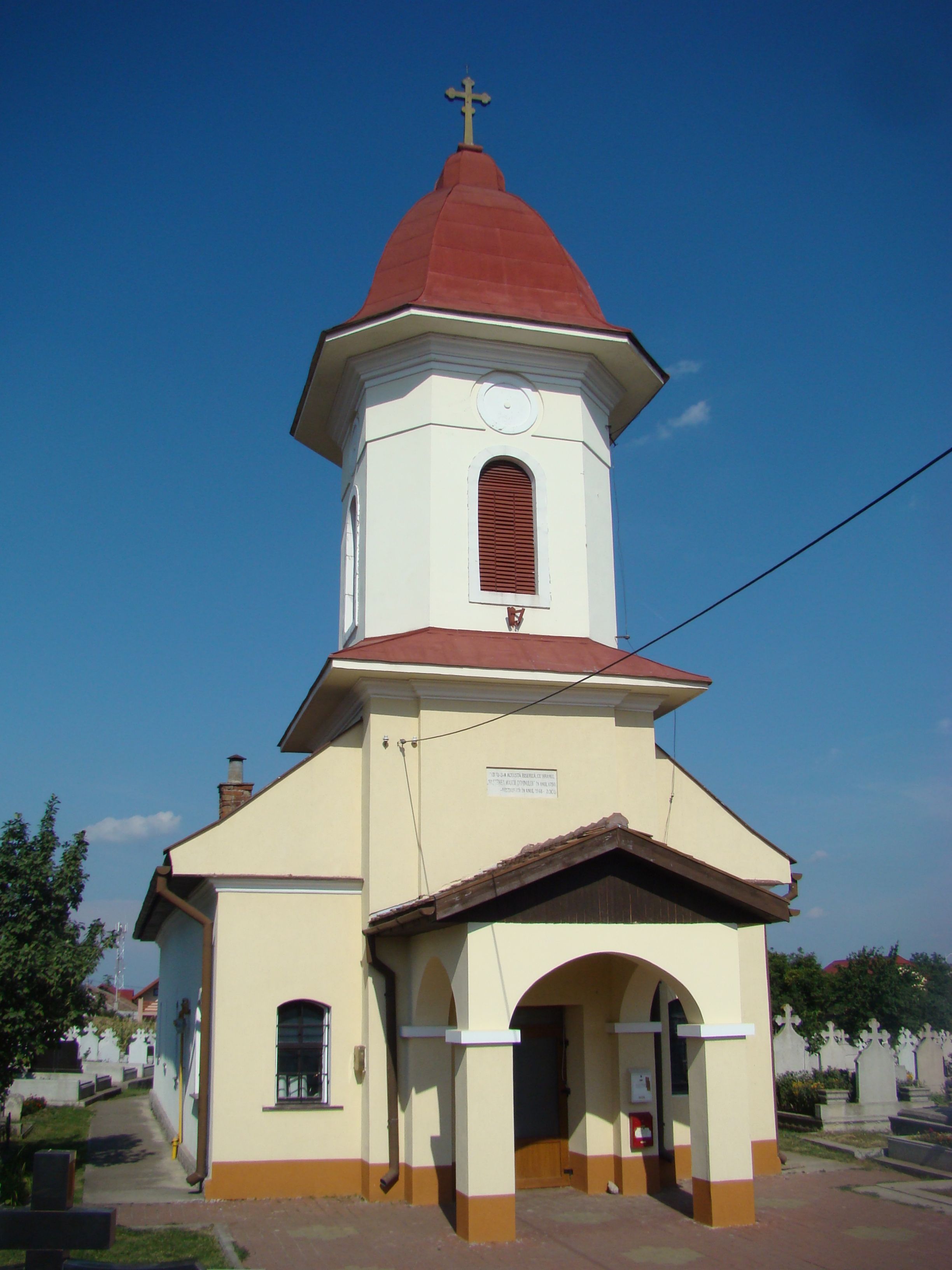
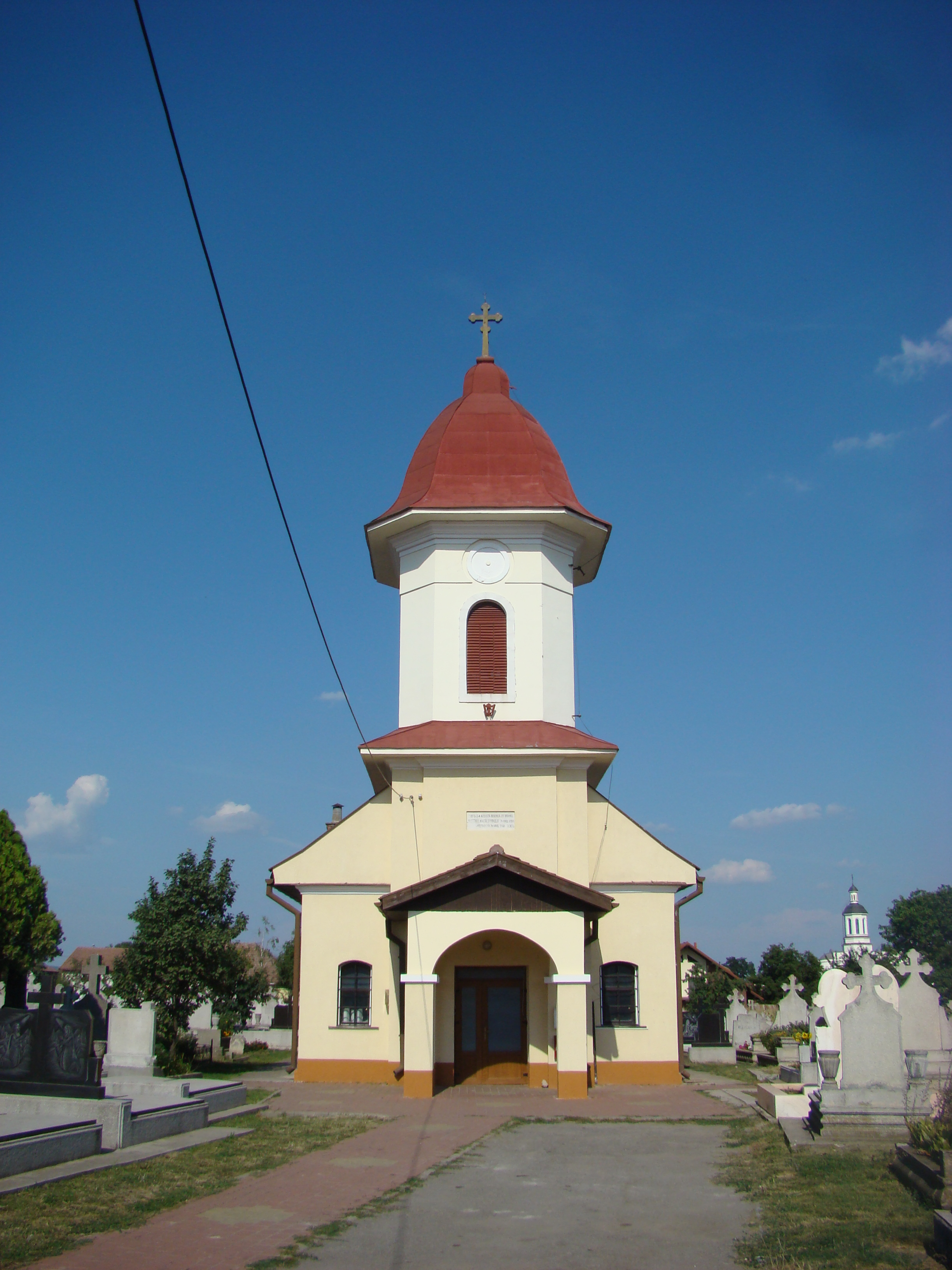
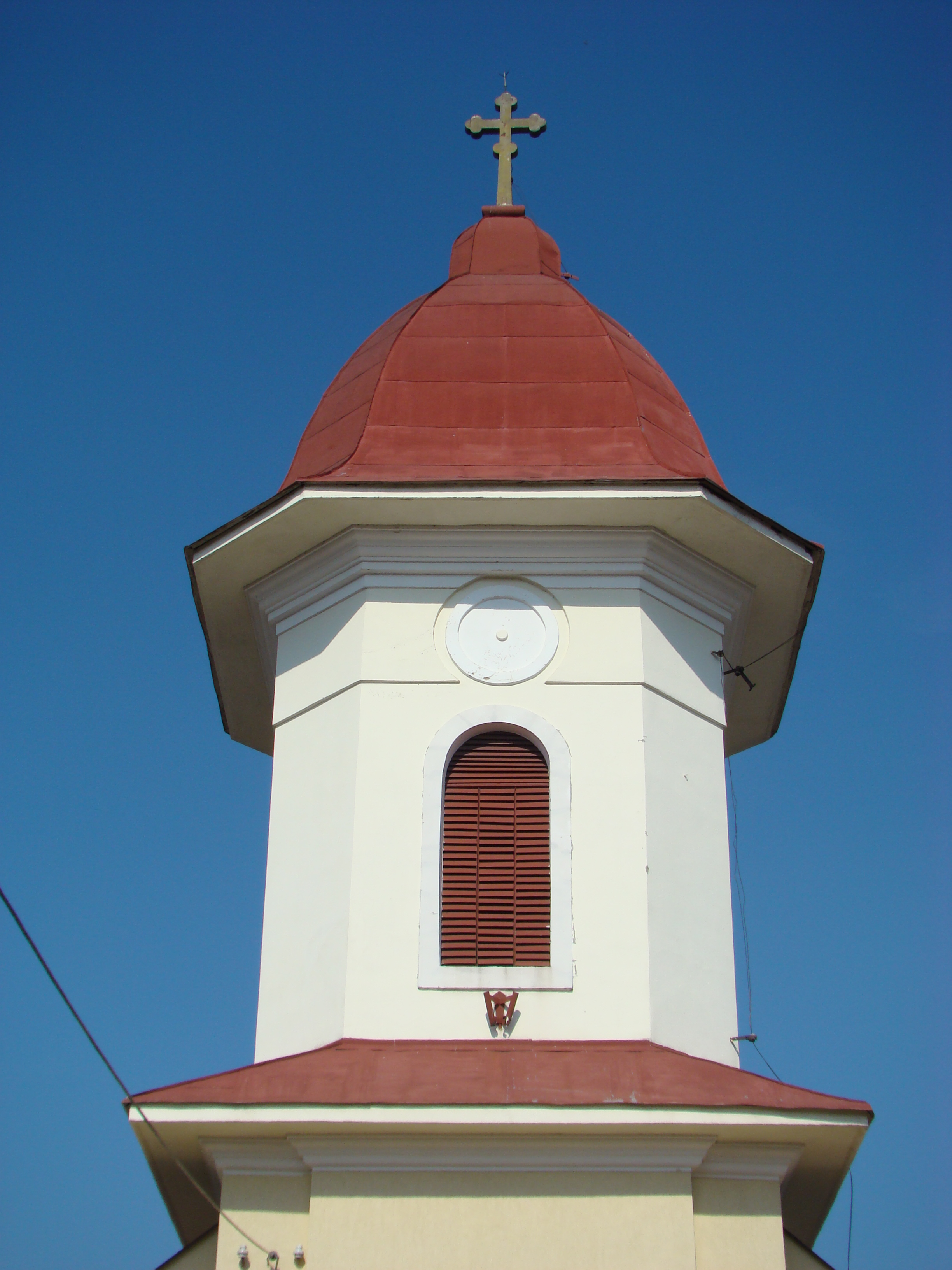
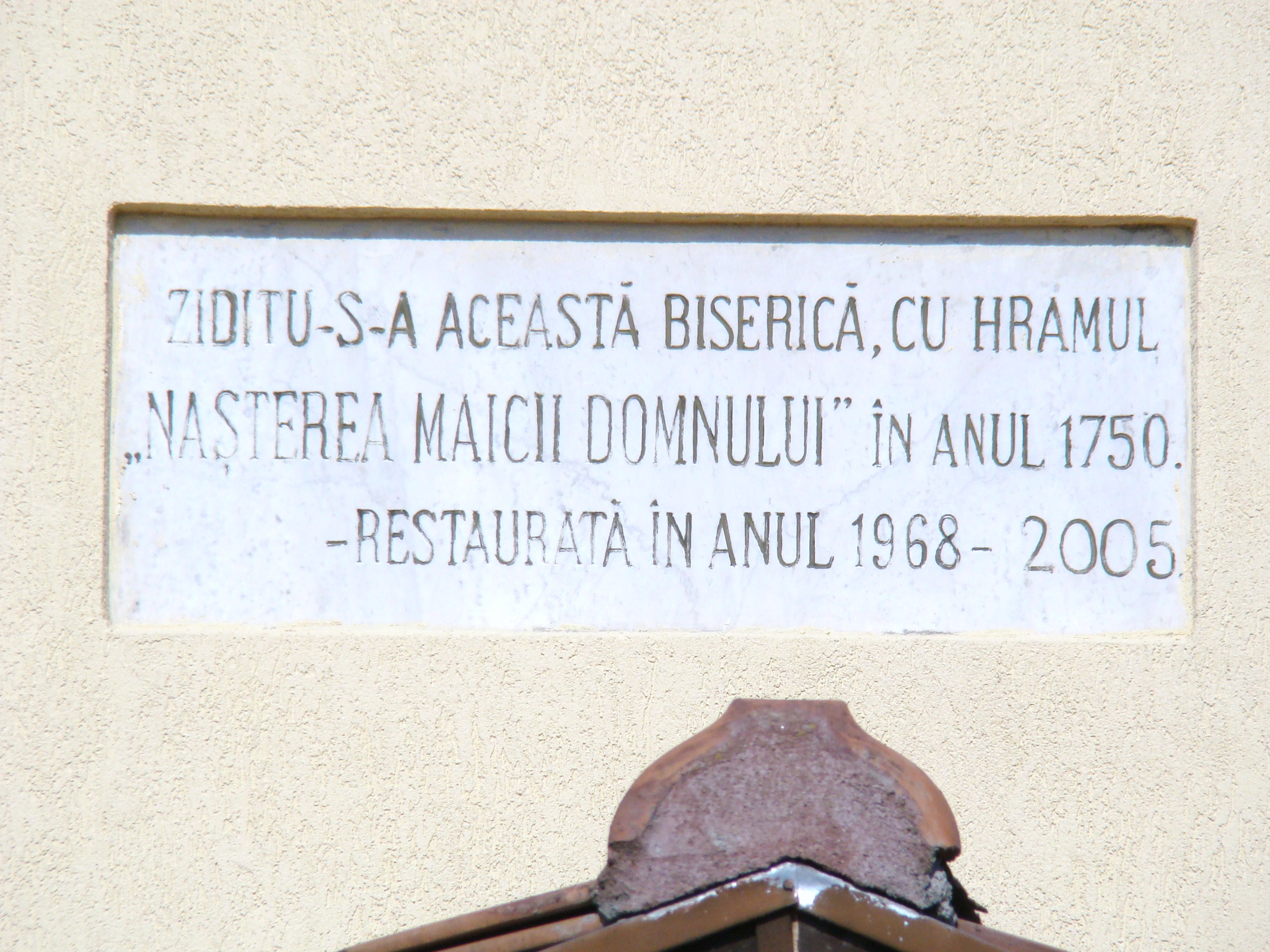
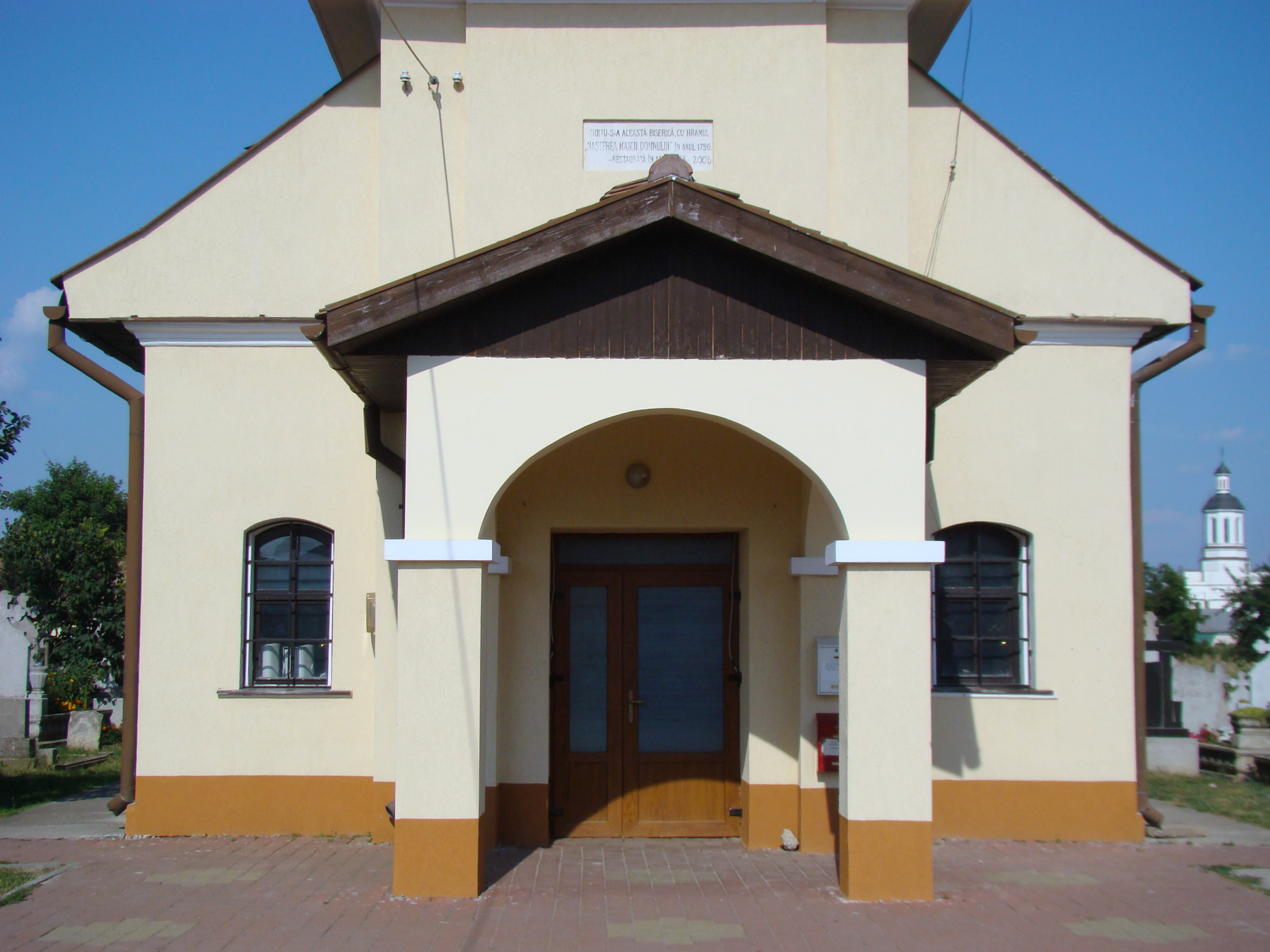
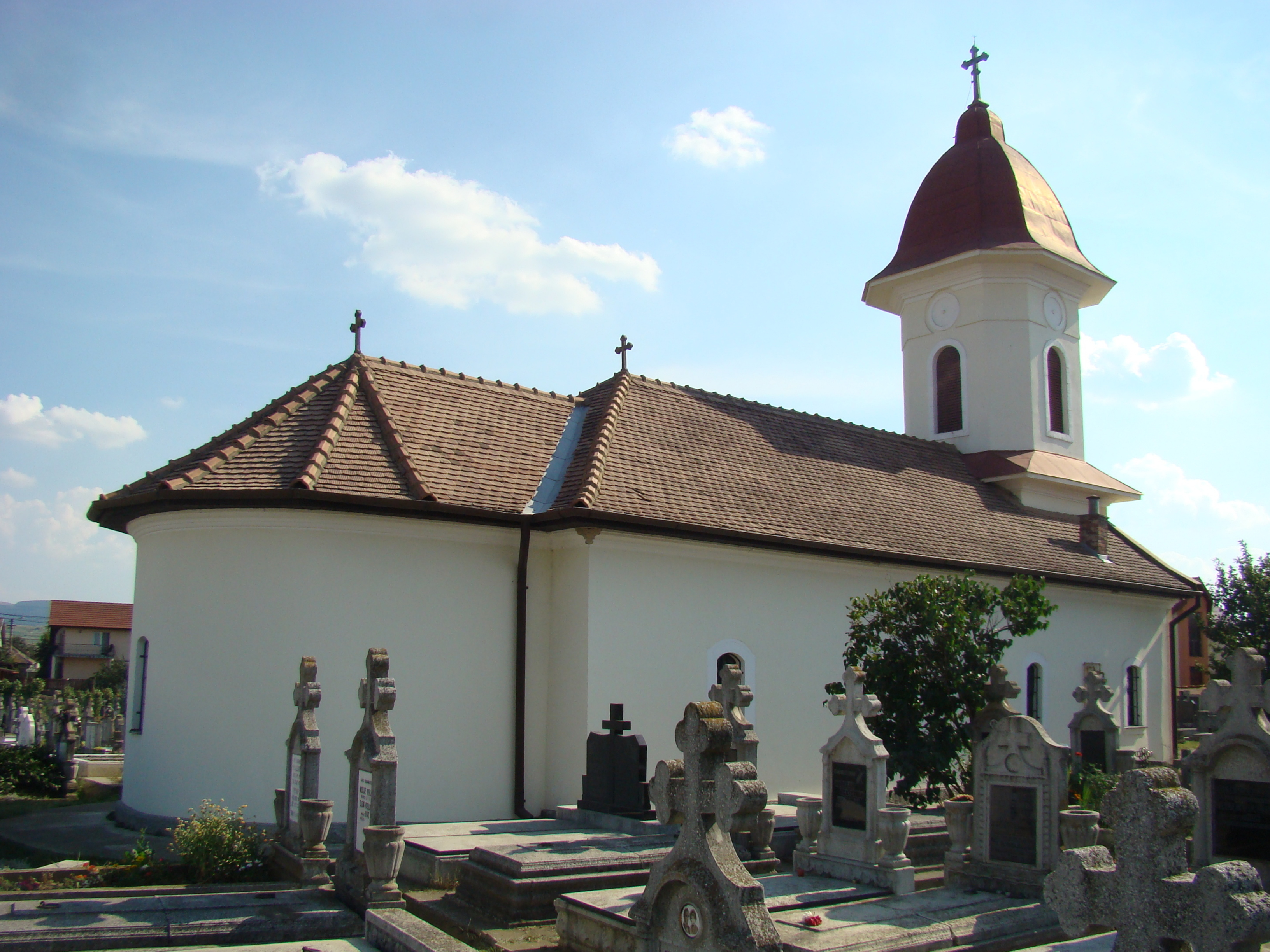
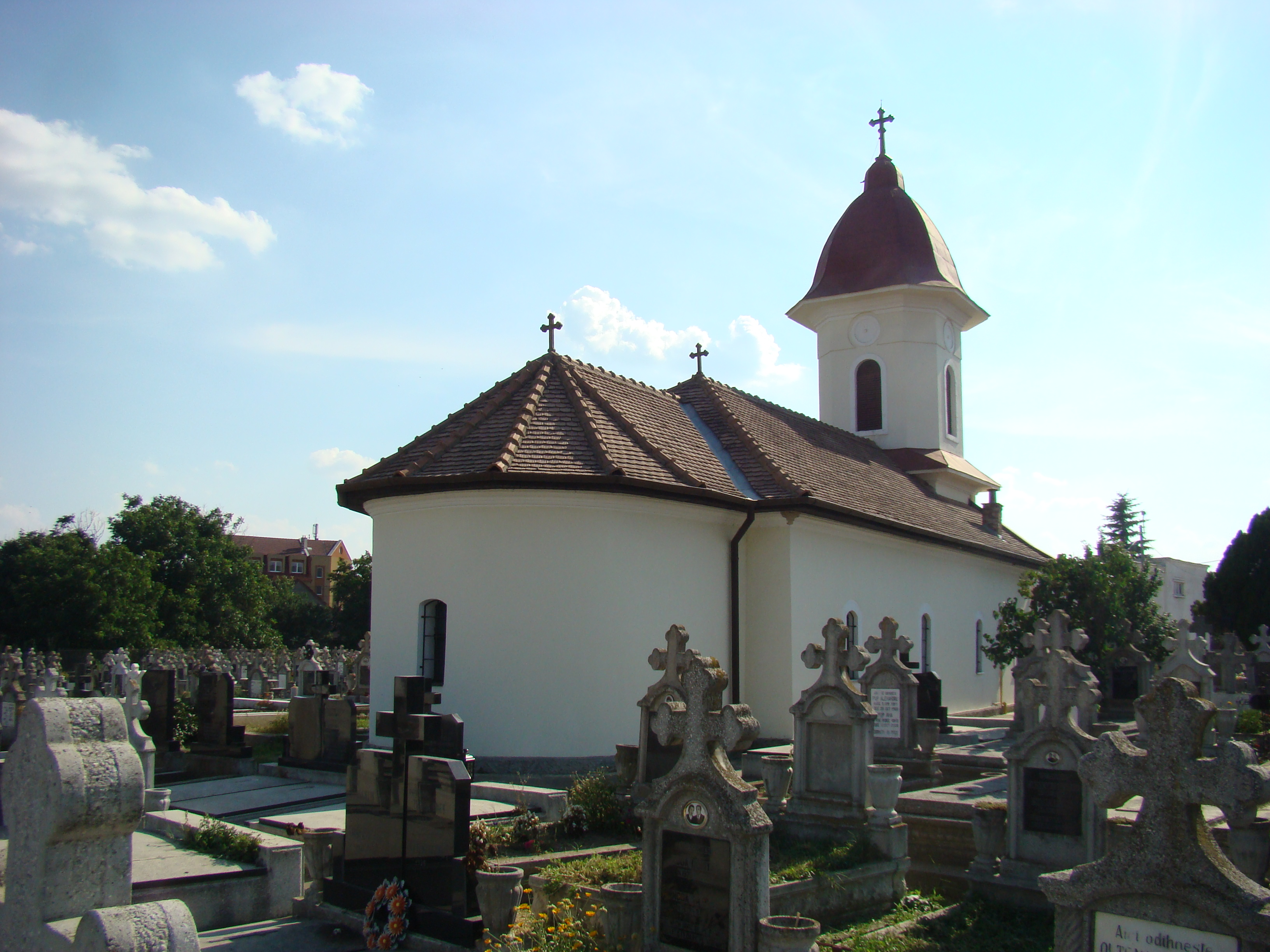
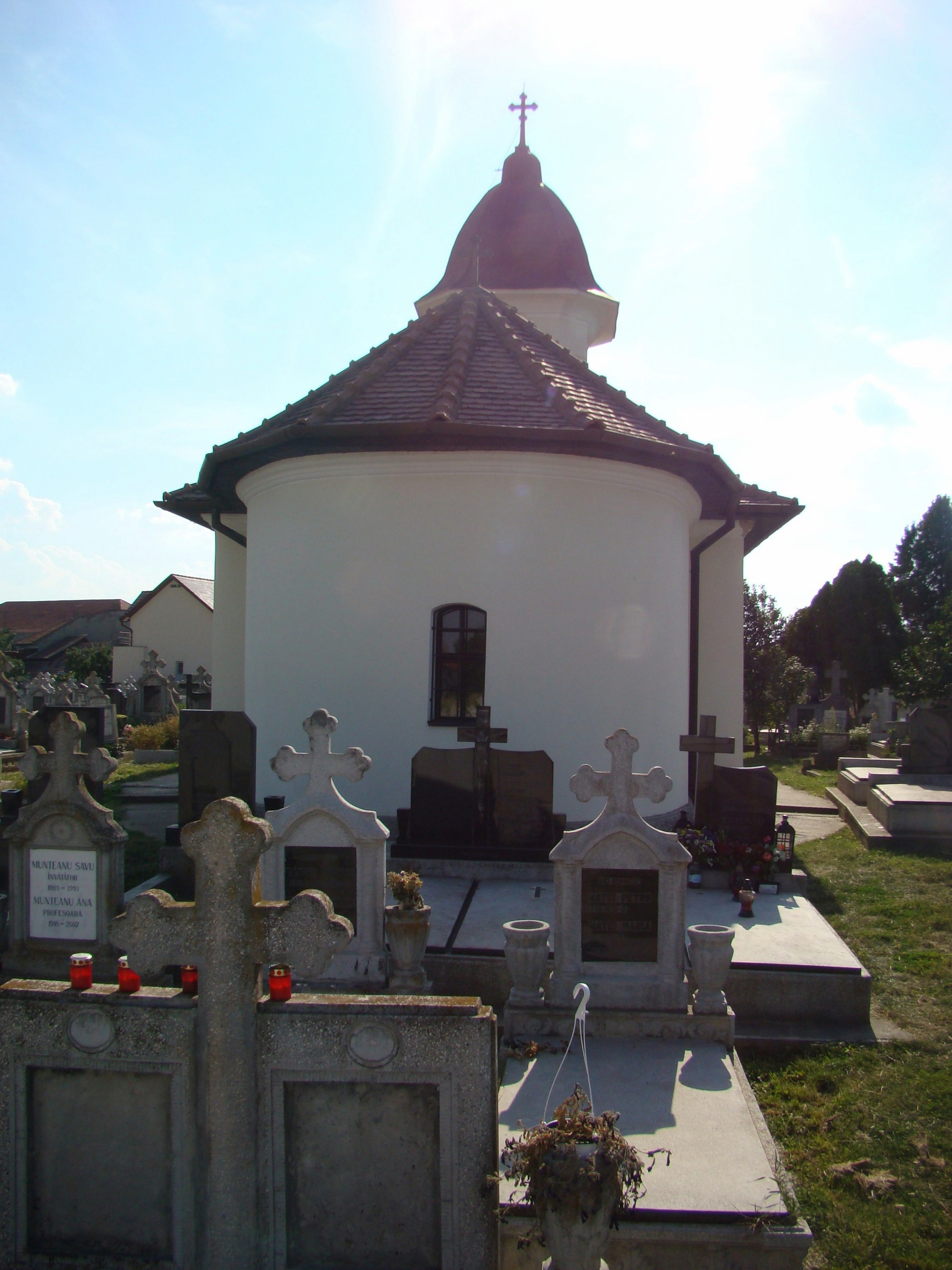
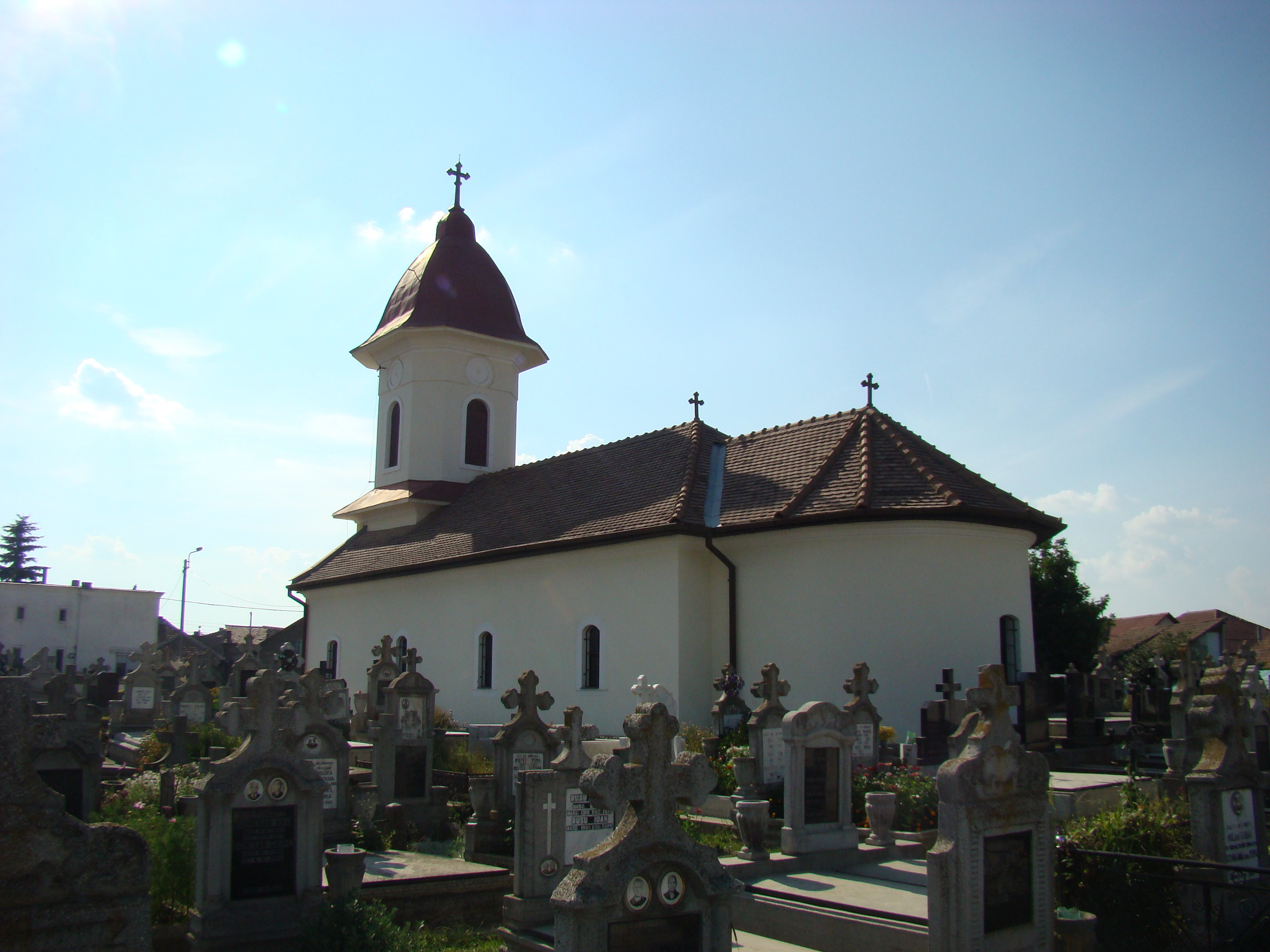
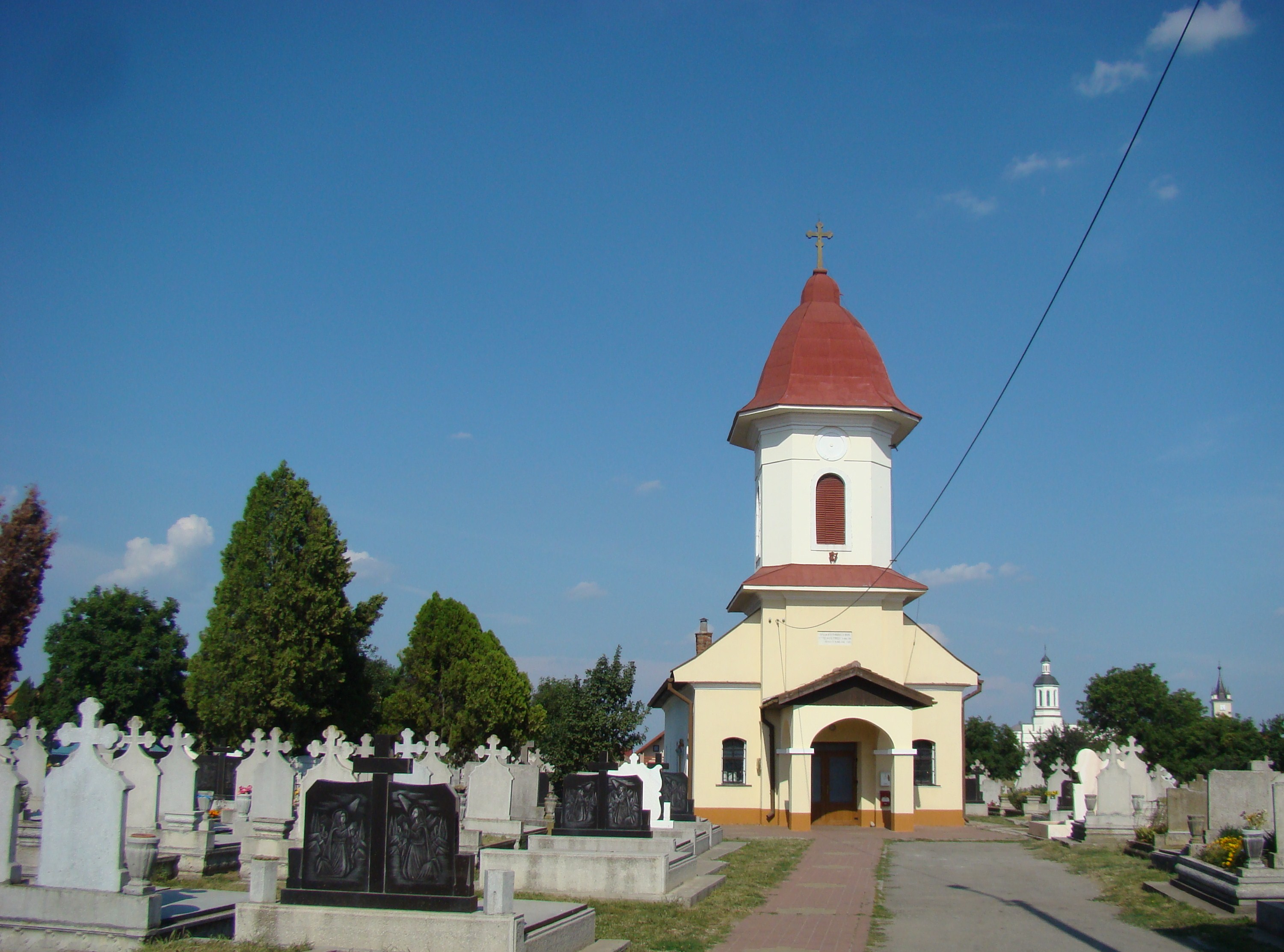